# Liga de Cine de Género Argentina
La Liga de cine de Género Argentina (abreviado como LiGA) es una unión de realizadores de cine de género de Argentina. La agrupación conjuga directores, productores, guionistas, editores, actores, técnicos, gestores culturales y profesionales vinculados al cine de terror, ciencia ficción, fantástico y thriller. Sus objetivos son promover y difundir el cine de género que se produce en Argentina, como consecuencia de la creciente producción.
Motivados por la enorme convocatoria de público local que tienen las películas extranjeras de cine de género, los miembros de la LiGA vieron necesario que se profundicen las propuestas de este tipo pero en el ámbito nacional. Debido a que este tipo de películas son hechas pensando en el público, tienen un perfil comercial muy marcado. 
La creación de esta organización surge como un mecanismo para conseguir tener mayor representación, peso y voto en las tomas de decisiones referidas al cine.

## Miembros
Entre sus miembros se encuentran:
- Daniel de la Vega (Director de Necrofobia; Ataúd blanco)
- Nicanor Loreti (Director  de Diablo; Kryptonita)
- Hernán Moyano (Director de Habitaciones para turistas; Sudor frío)
- Gustavo Cova (Director de Alguien te está mirando; Rouge amargo)
- Demian Rugna (Director de Malditos Sean; The last getaway)
- Paulo Soria (Director de Plaga zombie; Filmatron)
- Santiago Fernández Calvete (Director de La segunda muerte; Testigo íntimo)
- Laura Casabe (Directora de La valija de Benavídez),
- Ezio Massa (Director de Día de los muertos)
- Dany Casco (Director de Daemonium)
- Gabriel Grieco (Director de Naturaleza Muerta)

## Creación
En el marco de Ventana Sur, el Mercado de Cine Latinoamericano del Instituto Nacional de Cine y Artes Audiovisuales (INCAA), y como una de las actividades coordinadas por Blood Window (Mercado Latinoamericano de Cine Fantástico), se presentó la Liga de Cine de Género Argentino (LiGA) con la presencia de una importante cantidad de miembros, el 3 de diciembre de 2015. Han llegado a convocar hasta 100 miembros.

### Objetivos de la organización
Entre sus objetivos y proyectos futuros, la LiGA señala:
- Implementar una política federal específica para el  desarrollo del cine de género
- Defender los intereses de sus asociados
- Compartir esfuerzos para impulsar la distribución y exhibición nacional e internacional
- Crear espacios de diálogo con otras asociaciones afines
- Crear y reforzar puentes con fundaciones internacionales y canales de televisión
- Impulsar políticas de formación y capacitación relacionadas específicamente al cine de género.

### Manual de cine de género. Experiencias de la guerrilla audiovisual en América Latina
Ese mismo día se presentó el “Manual de cine de género. Experiencias de la guerrilla audiovisual en América Latina”,  libro que compila 80 artículos, escritos por realizadores de cine de género de 14 países latinoamericanos, compilados por Carina Rodríguez (autora de  El cine de terror en Argentina: producción, distribución, exhibición y mercado (2000-2010)) y Hernán Moyano. En menos de un año este libro agotó dos ediciones.
El origen del “Manual de cine de género: como hacer cine de guerrilla en América Latina” surgió como una necesidad de dar voz a aquellos que forman parte de este tipo de producciones audiovisuales en la región latinoamericana. Por eso todos los artículos son en primera persona: cada autor cuenta su experiencia, desde sus inicios, pasando por la participación que tuvo por las películas en las que trabajó, y dejando sugerencias para aquellos que buscan iniciarse en la materia del cine de género latinoamericano.

## Actividades
En busca de materializar sus objetivos la Liga de cine de Género Argentina realiza seminarios de aprendizaje en diversas materias (como es el caso de marketing, composición de cuadro, producción, entre otros), organiza de ciclos de cine, difunde noticias mediante sus redes sociales, encuentros entre realizadores, etc. 